# Meizu M8c
Meizu M8c — смартфон початкового рівня, розроблений компанією Meizu. Був представлений 24 травня 2018 року.

## Дизайн
Передня панель виконана зі скла, а корпус — з матового пластику.
Знизу розміщені роз'єм microUSB та сітки динаміка і мікрофона, зверху — 3,5 мм аудіороз'єм, зліва — гібридний лоток з одним слотом під SIM-картку та іншим слотом під SIM-картку або карту пам'яті формату microSD до 128 ГБ, а справа — гойдалка регулювання гучності та кнопка блокування.
Meizu M8c продавався в 4 кольорах: чорному, блакитному, червоному та золотому.

## Технічні характеристики

### Апаратне забезпечення
Meizu M8c отримав систему на кристалі початкового рівня Qualcomm Snapdragon 425. Пристрій має 2 ГБ оперативної пам'яті типу LPDDR3 та 16 ГБ або 32 ГБ пам'яті постійного зберігання типу eMMC 5.1. В Україні смартфон був доступний лише в конфігурації 2/16 ГБ.
Батарея отримала об'єм 3070 мА·год.
Meizu M8c має 5,45-дюймовий дисплей типу IPS LCD з роздільною здатністю HD+ (1440 × 720), співвідношенням сторін 18:9 та щільністю пікселів 295 ppi.
Смартфон отримав основну ширококутну камеру на 13 Мп з діафрагмою f/2.2, фазовим автофокусом та ширококутну фронтальну камеру на 8 Мп з діафрагмою f/2.0. Обидві камери вміють записувати відео в роздільній здатності 1080p@30fps.

### Програмне забезпечення
Meizu M8c працює на Flyme 6.3 що базується на Android 7.1.2 Nougat.

## Рецензії
Оглядач з інформаційного порталу ITC.ua поставив Meizu M8c 3.5 бали з 5. До мінусів він відніс продуктивність, малу кількість вбудованої пам'яті, відсутність підтримки Wi-Fi 5 ГГц та посередній основний динамік. До плюсів оглядач відніс дисплей, хорошу збірку, автономність та доступну ціну. У висновку він сказав: «Економія на комплектуючих в бюджетних смартфонах помітно позначається на кінцевому результаті. Meizu M8c не виняток, йому тяжко даються задачі, яким потрібні великі ресурси, а його камерам важко знімати в темноті. Але зате він непогано виглядає, добре зібраний та отримав якісний дисплей».